# Лисина, Мая Ивановна
Ма́я (Ма́йя) Ива́новна Ли́сина (20 апреля 1929, Харьков — 5 августа 1983, Москва) — советский психолог, доктор психологических наук, профессор. Разработала новое направление в детской психологии, ориентированное на изучение младенческого возраста, в котором выделила микрофазы развития детей этого возраста, их ведущую деятельность и основные новообразования.

## Биография
Майя Ивановна Лисина родилась 20 апреля 1929 года в Харькове.
После Великой Отечественной войны семья переехала в Москву, где М. И. Лисина окончила школу с золотой медалью.  В 1951 году окончила    психологическое отделение философского факультета Московского государственного университета, после чего поступила в аспирантуру Института психологии АПН РСФСР, где обучалась под руководством А. В. Запорожца. В 1955 году защитила кандидатскую диссертацию по теме «О некоторых условиях превращения реакций из непроизвольных в произвольные». 
С 1955 года М. И. Лисина работала лаборантом, а с 1962 года заведовала лабораторией психологии детей раннего и дошкольного возраста. В 1974 году защитила докторскую диссертацию на тему «Возрастные и индивидуальные особенности общения со взрослыми у детей от рождения до семи лет». В 1976 году возглавила отдел возрастной психологии Института общей и педагогической психологии. В 1980 году М. И. Лисиной было присвоено звание профессора.
Скончалась 5 августа 1983 года.

## Научная деятельность
В середине 50–х годов М. И. Лисина, под руководством А. В. Запорожца, проводила исследование, в котором показала возможность формирования произвольного управления вазомоторными реакциями. В ходе эксперимента, в качестве психологически обратной связи, испытуемым предъявлялись текущие записи их сосудистых реакций. В результате исследования был сделан вывод, что прежде, чем стать управляемой, реакция должна стать ощущаемой. Много лет спустя в психологии и физиологии начались аналогичные исследования, получившие название биологической обратной связи.
М. И. Лисиной разрабатывались проблемы психологии младенческого возраста и генезис общения у детей. Ею были выделены специфические формы общения ребёнка со взрослыми и было установлено, что каждая из форм общения характерна для определенной микрофазы психического развития и обусловливает возникновение конкретных психических новообразований. 
М. И. Лисина проводила изучение мотивов и средств общения ребёнка первых лет жизни. В результате исследований были сделаны выводы, что вступление в общение определяется потребностью в самопознании, которая удовлетворяется через познание других людей и с их помощью. При этом ребёнок не просто воспринимает воздействия, исходящие от окружающих, но и преломляет их через призму своих способностей и возможностей. Общение выступает в качестве определяющего фактора развития.
М. И. Лисина исследовала возникновение речи у детей. Речь рассматривалась в качестве элемента структуры коммуникативной деятельности, которая занимает в ней положение действия. Таким образом, речь возникает из потребности в общении, для нужд общения и в условиях общения только в том случае, когда реализация коммуникативной деятельности ребёнка невозможна без овладения данным средством. Дальнейшее развитие и обогащение речи происходит в процессе изменения и усложнения общения ребёнка с окружающими людьми, под непосредственным влиянием встающих перед ним новых коммуникативных задач.
М. И. Лисиной было проведено исследование развития самосознания дошкольников в зависимости от особенностей семейного воспитания. Было показано, что дети с точным представлением о себе и адекватной самооценкой воспитываются в семьях, где им уделяется много времени, родители положительно оценивают их физические и умственные способности,  поощряют их, а наказывают в основном отказом от общения. Большая же часть детей с заниженной самооценкой воспитываются в семьях, где с ними не занимаются, требуют послушания, низко оценивают, наказывают, не ожидают от них успехов в школе и достижений в дальнейшей жизни.
Труды М. И. Лисиной переводились и издавались в Болгарии, ГДР, США, Японии, Италии, Швеции. Под её руководством были защищены 17 кандидатских диссертаций. За научную и организационную работу М. И. Лисина была награждена медалью «За доблестный труд в ознаменование 100-летия со дня рождения Владимира Ильича Ленина», неоднократно награждалась знаками «Победитель социалистического соревнования», «Ударник пятилетки», грамотами Министерства просвещения СССР и ЦК ВЛКСМ за работу в области народного образования.

## Основные труды
- Запорожец А. В., Лисина М. И. Развитие общения у дошкольников. — М.: «Педагогика», 1974.
- Лисина М. И. Развитие познавательной активности детей в ходе общения со взрослыми и сверстниками // «Вопросы психологии», 1982, № 4, с. 18–35.
- Коломинский Я. Л., Лисина М. И. Генетические проблемы социальной психологии. — Минск: «Университетское», 1985.
- Лисина М. И. Проблемы онтогенеза общения. — М.: «Педагогика», 1986.
- Лисина М. И. Общение, личность и психика ребёнка. — М.–Воронеж: «Институт практической психологии», «МОДЭК», 1997.
- Лисина М. И. Формирование личности ребёнка в общении. — СПб.: «Питер», 2009.